# ويكسلر ضد غودمان
«ويكسلر ضد غودمان» (بالإنجليزية: Wexler v. Goodman)‏ هي الحلقة السادسة للموسم الخامس من مسلسل إيه إم سي التلفزيوني الدرامي من الأفضل الاتصال بسول، المسلسل يُعتبر بادئة من مسلسل اختلال ضال. تم بث الحلقة في 23 مارس 2020 على قناة إيه إم سي بالولايات المتحدة. خارج الولايات المتحدة، تم عرض الحلقة لأول مرة على خدمة البث نتفليكس في عدة بلدان.

## الاستقبال

### التقييمات
شاهد الحلقة 1.40 مليون مشاهد في أول بث لها، وهو ما يمثل انخفاضًا طفيفًا عن الأسبوع السابق البالغ 1.45 مليون مشاهد.

## وصلات خارجية
- «ويكسلر ضد غودمان» على إيه إم سي (بالإنجليزية)
- «ويكسلر ضد غودمان» على قاعدة بيانات الأفلام على الإنترنت (بالإنجليزية)